# Баньядо-де-Медина
Баньядо-де-Медина (исп. Bañado de Medina) — населённый пункт в восточной части Уругвая, в департаменте Серро-Ларго.

## География
Расположен в центральной части департамента, между рекой Такуари (на юге) и ручьём Баньядо-де-Медина (на севере), в 1 км к западу от национального шоссе № 7. Населённый пункт находится в 18 км от административного центра департамента, города Мело и в 403 км от столицы страны, Монтевидео. Абсолютная высота — 96 метров над уровнем моря.

## Население
Население по данным на 2011 год составляет 207 человек.
| Год  | Население |
| ---- | --------- |
| 1963 | 261       |
| 1975 | 208       |
| 1985 | 168       |
| 1996 | 165       |
| 2004 | 254       |
| 2011 | 207       |

Источник: Instituto Nacional de Estadística de Uruguay